# Carl Peters
Carl Peters (anche Karl) (Amt Neuhaus, 27 settembre 1856 – Bad Harzburg, 10 settembre 1918) è stato un esploratore, politico e scrittore tedesco, primo responsabile della fondazione della colonia tedesca dell'Africa Orientale (nell'attuale Tanzania).
Sostenitore del Darwinismo sociale e del movimento völkisch, il suo atteggiamento nei confronti della popolazione indigena lo rese uno dei colonizzatori più controversi già mentre era ancora in vita.

## Biografia
Nacque ad Amt Neuhaus sull'Elba nel Regno di Hannover, figlio di un pastore luterano. Peters studiò storia e filosofia presso a Gottinga, Tubinga e Berlino col professore Heinrich von Treitschke. Nel 1879 fu insignito di una medaglia d'oro dalla Berlin Frederick William University per la sua dissertazione sulla pace di Venezia del 1177 e premiato per un trattato su Arthur Schopenhauer.

### Compagnia dell'Africa Orientale Tedesca
Invece di seguire una carriera universitaria, Peters lavorò dopo gli studi con una famiglia olandese che vendeva dolci a Londra, dove conobbe i principi britannici della colonizzazione e dell'imperialismo. Quando tornò a Berlino fondò la Società per la Colonizzazione Tedesca (Gesellschaft für Deutsche Kolonisation) per l'acquisizione di colonie. Nell'autunno del 1884 si recò con due compagnie in Africa orientale, concludendo in nome della Società trattati con i capi di Useguha, Nguru, Ijsagara e Ukami. Tornato in Europa all'inizio del 1885, fondò la Compagnia dell'Africa Orientale Tedesca.
Il governo tedesco guidato dal cancelliere Otto von Bismarck, temendo l'impatto sulle relazioni con i britannici, si oppose inizialmente a tali progetti, e rifiutò ogni sostegno quando Peters iniziò. Bismarck rifiutò una seconda volta quando Peters tornò in Germania durante gli ultimi giorni della conferenza di Berlino chiedendo un mandato imperiale. Peters ricattò il cancelliere minacciandolo di vendere le proprie conquiste a re Leopoldo II del Belgio, affamato di nuove terre per l'espansione del proprio impero congolese. Quando gli alleati del Partito Liberal Nazionale di Bismarck nel Reichstag si dichiararono a favore del colonialismo, alla fine cedette allo "stupido ragazzo" e il mandato fu emesso. Rappresentò il sostegno necessario per un'ulteriore espansione nell'entroterra dell'Africa orientale negli anni seguenti. Nel 1888 raggiunse un accordo con il sultano Khalifa bin Sa'id di Zanzibar il quale affittò i propri domini costieri in quello che sarebbe diventato il Tanganika alla Compagnia dell'Africa Orientale Tedesca.
Nello stesso anno Peters intraprese una spedizione dalla costa orientale dell'Africa ufficialmente per la liberazione di Emin Pascià, in realtà per estendere la sfera di influenza tedesca in Uganda e Equatoria. La spedizione non fu autorizzata dal governo tedesco e fu considerata dalle autorità britanniche una filibusteria (nel senso inteso nel XIX secolo). Raggiunta l'Uganda all'inizio del 1890, Peters concluse un trattato con Kabaka Mwanga II di Buganda a favore della Germania.
Dovette abbandonare di fretta l'Uganda a causa dell'arrivo di una spedizione guidata da Frederick Lugard, rappresentante della Compagnia britannica dell'Africa Orientale. Giunto a Zanzibar scoprì che i propri sforzi erano stati inutili, dato che il 1º luglio 1890 era stato firmato il trattato di Helgoland-Zanzibar tra Germania e impero britannico, nel quale l'Uganda veniva lasciata ai britannici e veniva annullato il contratto stipulato tra Peters e Mwanga. Nel frattempo il potere della sua compagnia collassò quando la popolazione inscenò la rivolta di Abushiri contro l'applicazione dell'accordo tra il sultano ed i tedeschi. Il governo tedesco dovette intervenire mandando truppe comandate da Hermann Wissmann, sopprimendo l'insurrezione ed occupando il possedimento della Compagnia come colonia.
Nonostante tutto, al suo ritorno in Germania Peters fu accolto con tutti gli onori e nel 1891 pubblicò un racconto della sua spedizione intitolato Die deutsche Emin Pasha Expedition, tradotto anche in inglese. Approvò la fondazione dell'Alldeutscher Verband per protesta contro il trattato di Helgoland-Zanzibar.

### Reichskommissar
Nel 1891 ripartì per l'Africa orientale come Reichskommissar (Alto commissario imperiale) per la Regione del Kilimangiaro a Moshi, subordinato a Wissmann, e nel 1892 fu uno dei commissari che definirono il confine anglo-tedesco con la Compagnia britannica dell'Africa Orientale presente nella regione. Nello stesso periodo Peters, a causa del trattamento brutale riservato alla popolazione, provocò una rivolta che gli costò l'incarico. Usò ragazze locali come concubine e, quando scoprì che la sua amante Jagodja aveva una tresca con il suo servo Mabruk, li fece entrambi impiccare per furto e tradimento da una corte marziale sommaria, facendo anche distruggere i loro villaggi. L'incidente, inizialmente non comunicato da Peters, provocò resistenze da parte dei nativi Chaga e richiese altre costose azioni militari.
Peters fu richiamato a Berlino ed impiegato nell'Ufficio Coloniale Imperiale dal 1893 al 1895, mentre veniva ufficialmente accusato di eccessi nel trattamento dei nativi. Durante una seduta del Reichstag del 13 marzo 1896 August Bebel, presidente del Partito Socialdemocratico, rese finalmente pubblici gli omicidi, citando una lettera autoaccusatoria scritta da Peters al vescovo Alfred Tucker. Peters negò l'autenticità della lettera, ma dovette ammettere le esecuzioni. Dopo tre diverse investigazioni, nel 1897 fu licenziato con disonore per abuso del potere, perdendo ogni diritto alla pensione.
Evitò la sentenza definitiva ed altri procedimenti giudiziari fuggendo a Londra, dove si dedicò ai progetti di sfruttamento di Rhodesia e Africa Orientale Portoghese. Per conto di una compagnia mineraria che fondò, Peters esplorò il distretto di Fura ed il Macombes sul fiume Zambesi, dove nel 1899 scoprì le rovine di città e miniere d'oro abbandonate del medievale impero di Monomotapa, che identificò con le antiche terre leggendarie di Ofir. Tornò nel 1901 scrivendo un racconto dei suoi viaggi in Im Goldland des Altertums (L'Eldorado degli Antichi) (1902). Nel 1905 visitò nuovamente la regione tra lo Zambesi ed il fiume Save.

## Retaggio
Oltre ai libri già citati e ad alcuni piccoli trattati, Peters pubblicò un'opera filosofica intitolata Willenswelt und Weltwille (1883), ed una disquisizione sull'antica produzione d'oro intitolata Das goldene Ophir Salomo's (1895), tradotta in inglese nel 1898.
Nei circoli coloniali era considerato un eroe nazionale. Nel 1914 riuscì a tornare in Germania, dopo che l'imperatore Guglielmo II con un decreto personale gli permise di usare nuovamente il titolo di Commissario Imperiale concedendogli una pensione dal suo fondo personale, nonostante la sentenza della corte rimanesse in vigore. Peters fu ufficialmente riabilitato per decreto personale da Adolf Hitler 20 anni dopo la morte. Un film di propaganda intitolato Carl Peters, girato da Herbert Selpin, fu prodotto nel 1941, con nel cast Hans Albers. Molte città tedesche hanno vie intitolate a Peters, anche se alcune di loro cambiarono i nomi delle strade quando si scoprì il suo comportamento.
I critici tra i politici socialdemocratici e cattolici definiscono Peters un macellaio e una vergogna nazionale. L'africanista austriaco Oscar Baumann lo definisce "mezzo pazzo". I nativi dell'Africa orientale lo chiamarono Mkono Wa Damu (termine swahili per "mani insanguinate") e uno dei suoi soprannomi ricorrenti nella stampa critica tedesca fu Hänge-Peters ("Boia-Peters").